# 卢瓦河畔库蒂尔
卢瓦河畔库蒂尔（法語：Couture-sur-Loir，法語發音：[kutyʁ syʁ lwaʁ]）是法国卢瓦-谢尔省的一个旧市镇，位于该省西北部，属于旺多姆区。2019年，卢瓦河畔库蒂尔与市镇特雷埃合并为新市镇瓦莱德龙萨，卢瓦河畔库蒂尔为新市镇行政中心。

## 地理
卢瓦河畔库蒂尔（47°45'13"N, 0°41'16"E）面积14.3 平方千米，位于法国中央-卢瓦尔河谷大区卢瓦-谢尔省，该省份为法国中北部省份，北起厄尔-卢瓦省，东北接卢瓦雷省，东南接谢尔省，南至安德尔省，西南接安德尔-卢瓦尔省，西北接萨尔特省。
与卢瓦河畔库蒂尔接壤的市镇（或旧市镇、城区）包括：阿尔坦、莱塞萨尔、蒙特鲁沃、苏热、特雷埃、维勒迪约堡、拉沃奈、卢瓦河畔蓬塞。
卢瓦河畔库蒂尔的时区为UTC+01:00、UTC+02:00（夏令时）。

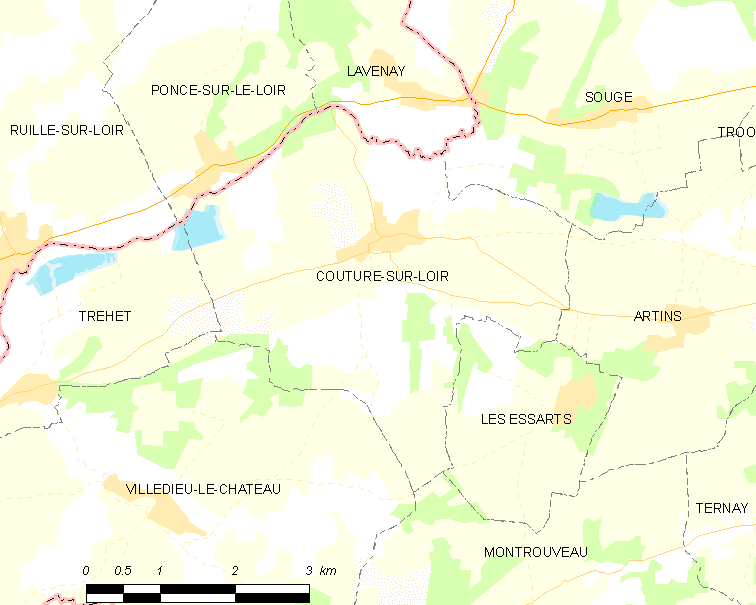
卢瓦河畔库蒂尔的OSM定位图

## 行政
卢瓦河畔库蒂尔的邮政编码为41800，INSEE市镇编码为41070。

## 政治
卢瓦河畔库蒂尔所属的省级选区为卢瓦河畔蒙图瓦尔县。

## 人口

1962-2008年间卢瓦河畔库蒂尔人口变化图示

卢瓦河畔库蒂尔于2018年1月1日时的人口数量为412人。